# 徐登志
徐登志（1944年—2021年11月25日），臺灣臺中市東勢區客家人，小學教師，在家鄉保存客家文化、教導當地孩童大埔話、編篡大埔話詞典，有「大埔客語之母」之稱。

## 生平

### 早年
徐登志為1944年生於東勢。她從台中師專畢業後返鄉擔任教職，先後任職中嵙國小、東勢國小。徐登志與丈夫蘇永松育有一男三女，住在東勢巧聖仙師祖廟旁。

### 中年
1993年，徐登志參加台中縣民間文學研習營，與其他學員在教授胡萬川帶領下去採集各地文學。當時，時任新竹清華大學中文系教授的胡萬川承接文建會的教材《 台灣閩客語民間歌謠選集》出書計畫，分別交由苗栗縣致民國中教師趙秀琴採錄閩南語、東勢國小教師徐登志負責採錄客家語。徐登志便以東勢老地名「寮下」成立工作室，與夫婿蘇永松及張瑞玲、劉玉蕉開始採錄。徐登志等為學習記錄，暑假期間每早去新竹清華大學學音韻學。胡萬川還請新竹師範學院教授董忠司，為徐登志等人上記音課。可是，徐登志採集的大埔語錄音帶經清華大學委託工讀生整理，發現有些語音詮釋並不貼切，甚至翻譯有些出入，經查是錯用四縣話客語辭典。
1998年，徐登志、蘇永松、羅肇錦去廣東省大埔縣尋找大埔音源頭。徐登志考查後，發現大埔縣高陂鎮人與東勢長輩所說的大浦話相同，但年輕的東勢人母語已被四縣話同化。像是徐登志小時候就講四縣話，之後被嘲笑才改。之後，徐登志以「客家心、大河情」為工作室的精神標語，積極展開大浦客家教學。她開始撰寫教材，以作為東勢、石岡、新社一帶客家人學習說大埔語的參考書籍。父親徐運曜、母親徐張秋成為她率先採集的對象。在教職期間，徐登志陸續寫出《徐老師講古》、《大埔音.東勢客》等教材。她也利用家庭訪問時，向耆老、鄉賢請益大埔話。1998年6月1日，徐登志以教材教法類的貢獻，在新竹師範學院受表揚
徐登志與多位文化工作者合作，在東勢成立大甲河之聲合唱團、寮下人劇團，以將大埔客文化元素融入音樂、戲劇中。九二一地震後，徐登志為阻止東勢匠寮巷街屋被清理，單身力擋軍方的推土機，然後由鎮長出面背書再加上台中科博館協助，才能把以客家民眾生活文物部分搶救下來。對於九二一大地震造成東勢人口外遷、快速老化，致大埔語、文化的流失也加快，徐登志憂心沖沖。

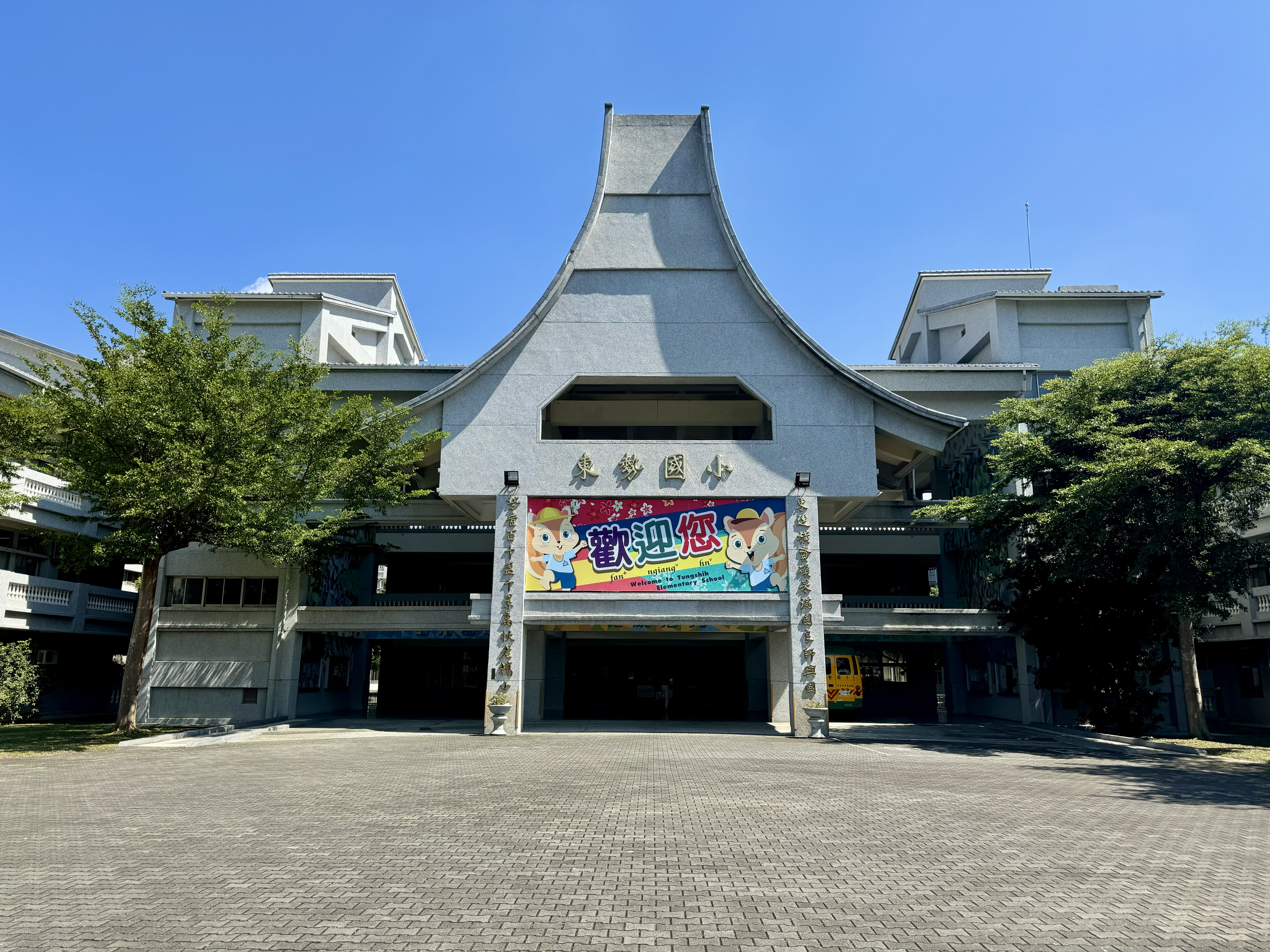
東勢國小穿堂

2000年8月，徐登志從教職退休。該年東勢國小校方決定本學期開始，在學校進行廣播教學，由已退休的徐登志、劉美江在每周三、四早上7時40分至8點透過廣播，讓全校師生一起學習大埔話。原先徐登志丈夫蘇永松也一同在學校及社區推動客家語，但他在2001年6月10日就因肝癌去世。
2001年6月14日，行政院客家委員會掛牌成立，徐登志任地區代表委員。客委會舉辦的客語認證，就是由請徐登志負責大埔客家話試務。在徐登志對客委會建議下，東勢國小在2004年12月28日成立台灣大埔客語教學資源中心，為繼詔安話、饒平話後，台灣成立第三個少數客語教學資源中心。

### 晚年
徐登志一生前後共錄製七百六十份錄音，出版《徐老師講古》等三十多本大埔客語著作。2005年，她籌備十年的《臺灣大埔音客語詞典》發行，共收錄傳統客家話與現代常用的客家語共兩萬六千多條，採用台灣客語拼音與注音符號兩套系統標注發音。徐登志兒子蘇軒正也繼承衣缽，碩士論文為研究大埔客家話，並任國小教師。
2007年4月25日，客委會公布首屆客家貢獻獎，徐登志、古國順、曾彩金、黃永達皆因致力客家語言傳承獲得傑出貢獻獎。此外，徐登志還獲得北美客家台灣語文基金會全美台灣客家獎、教育部推展母語傑出個人獎、行政院文化建設委員會文耕獎、教育部特殊優良教師師鐸獎。6月25日，客委會副主委莊錦華與台中縣校長座談時，相對於有校長反映新一代客家裔學生幾乎不會講母語，東勢國小學童在徐登志帶領下而客語能力大幅提升。
2021年10月13日，客委會主委江俊龍探望生病的徐登志，並代頒台中市長盧秀燕贈的「大埔客語之母」獎座。11月25日，徐登志辭世，享壽77歲。12月6日，文化部長李永得代表頒贈褒揚令。徐登志友人馬水金編纂《大埔客語之母-徐登志老師紀念集》，收錄五十多篇紀念文章。